# Nate Watt
Nate Watt, diminutivo di Nathan Watt, (Denver, 6 aprile 1889 – Woodland Hills, 26 maggio 1968), è stato un regista statunitense.

## Biografia
Nato nel 1889 nel Colorado, a Denver, iniziò la carriera cinematografica come aiuto regista nel 1914, passando poi alla regia nel 1916 all'American Film Manufacturing Company. Cineasta versatile, fu anche attore, produttore, direttore di produzione. Dal 1916 al 1961, firmò 34 film, compresi anche alcuni film tv. Non abbandonò mai la carriere di aiuto regista, collaborando tra gli altri, con Lewis Milestone di cui fu aiuto in numerosi film, da All'ovest niente di nuovo ad Arco di trionfo, dove Watt - nei credits - risulta come regista della seconda unità.
Negli anni cinquanta, lavorò quasi esclusivamente per la televisione. Produsse e diresse sei episodi della serie Judge Roy Bean e fu uno dei registi di Dick Tracy e di altre serie tv.

## Filmografia

### Regista
- Cooking His Goose (1916)
- Persistent Percival (1916)
- What Women Love (1920)
- The Galloping Devil (1920)
- The Hunger of the Blood (1921)
- L'agguato (Trail Dust) (1936)
- Law of the Pampas  (1939)

### Aiuto regista
- False Colors, regia di Phillips Smalley (1914)
- It's No Laughing Matter, regia di Lois Weber (1915)
- Hypocrites, regia di (non accreditata) Lois Weber (1915)
- The Dumb Girl of Portici, regia di Phillips Smalley e Lois Weber (1916)
- What Happened to Jones, regia di William A. Seiter (1926)
- Rolling Home, regia di William A. Seiter (1926)
- Out All Night, regia di William A. Seiter (1927)
- Good Morning, Judge, regia di William A. Seiter (1928)
- All'ovest niente di nuovo (All Quiet on the Western Front), regia di Lewis Milestone (1930)
- The Front Page, regia di Lewis Milestone (1931)
- Pioggia (Rain), regia di (non accreditato) Lewis Milestone (1932)
- Hallelujah I'm a Bum, regia di Lewis Milestone (1933)
- Uomini e topi (Of Mice and Men), regia di Lewis Milestone (1939)
- Arco di trionfo (Arch of Triumph), regia di Lewis Milestone - regista 2ª  unità (1948)